# The Hollywood Vampires

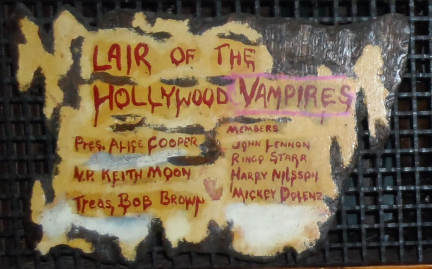
Placca del Rainbow Bar and Grill indicante il loft dove risiedevano i membri del club

The Hollywood Vampires è stato un club per rockstar fondato da Alice Cooper negli anni settanta.

## Storia
Gli Hollywood Vampires sono nati nel 1972 a Los Angeles, sulla Sunset Strip, in un bar al piano superiore di un club chiamato Rainbow Bar and Grill. Quel club era un punto di riferimento per le rock star che vivevano o passavano dalla città californiana.
(Alice Cooper)
I principali membri del club erano Alice Cooper, Keith Moon, Ringo Starr, Micky Dolenz e Harry Nilsson. Altri membri occasionali erano:
- Keith Allison[2]
- John Belushi[3]
- Marc Bolan[2]
- Jack Cruz[2]
- Keith Emerson[2]
- Mal Evans[4]
- John Lennon[5]
- Bernie Taupin[5]
- Joe Walsh[6]
- Klaus Voormann[4]

### Supergruppo
Nel 2015 Alice Cooper ha fondato un supergruppo in onore del club insieme a Johnny Depp e Joe Perry. La band ha pubblicato il suo album di debutto, Hollywood Vampires nel settembre dello stesso anno.